# パウロ書簡

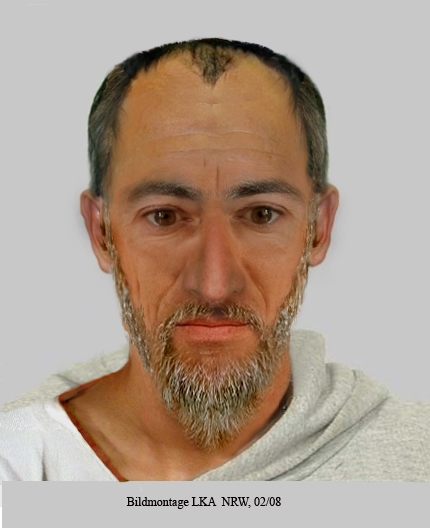
パウロ

パウロ書簡（パウロしょかん、英: Pauline epistles）とは、キリスト教の聖書正典である新約聖書に収められた27文書の中でパウロが執筆したと聖書中に書かれてある文書のこと。すべて書簡の形式をとっていることから、こう呼ばれる。他の新約諸文書同様ギリシア語で書かれている。

## パウロ書簡一覧
具体的には以下の13書簡をさす。
- ローマの信徒への手紙
- コリントの信徒への手紙一
- コリントの信徒への手紙二
- ガラテヤの信徒への手紙
- エフェソの信徒への手紙
- フィリピの信徒への手紙
- コロサイの信徒への手紙
- テサロニケの信徒への手紙一
- テサロニケの信徒への手紙二
- テモテへの手紙一
- テモテへの手紙二
- テトスへの手紙
- フィレモンへの手紙

この配列は伝統的なもので、
1. 教会に宛てたもの
2. 個人に宛てたもの

の順になっており、更に、前者はその都市の規模の順に、後者はパウロから見た「格」に従っていることが読み取れる。

### 『ヘブライ人への手紙』について
古代教会以来、『ヘブライ人への手紙』はパウロに帰せられ、従ってパウロ書簡に含めてきた。それによれば、パウロ書簡の数は14になる。
現在でもこの説を維持する研究者も少数存在するが（例えば、日本語訳聖書で有名なフェデリコ・バルバロ）、この書簡の著者はパウロと名乗っていないこと、内容的にもパウロの思想とは相違が著しいことから殆どの研究者はパウロとは無関係であると考えている。また、カトリック教会も20世紀になって、この書がパウロによるものと限定する必要のないことを公式に表明している。

## さまざまな呼称
13書簡のいくつかについては一般に広く使われる呼称がある。

### 四大書簡
次の4書は規模も大きく内容も充実していることから、「四大書簡」と呼ばれる。
- ローマの信徒への手紙
- コリントの信徒への手紙一
- コリントの信徒への手紙二
- ガラテヤの信徒への手紙

### 獄中書簡
次の4書はパウロが逮捕・収監されたなかで執筆したとしているので、「獄中書簡」と呼ばれる。
- エフェソの信徒への手紙
- フィリピの信徒への手紙
- コロサイの信徒への手紙
- フィレモンへの手紙

### 牧会書簡
次の3書はパウロが教会のあり方について指示しているので「牧会書簡」と呼ばれる。
- テモテへの手紙一
- テモテへの手紙二
- テトスへの手紙

これらの書簡について歴史的キリスト教会、聖書信仰に立つ福音派の教会においては、使徒パウロによって書かれたこと、また正典性が疑われることはない。

## 擬似パウロ書簡
新約聖書の確認以来、各文書の真筆性については疑われることがなかった。が、18世紀末からの近代の批判的聖書学高等批評によってそれらは大きく疑われることとなった。パウロ書簡についても同様である。
但し、真筆性については研究者によって判断の違いがある。詳細については擬似パウロ書簡の解説を参照のこと。